# Eimke
Eimke ist eine Gemeinde inmitten der Lüneburger Heide im Landkreis Uelzen, Niedersachsen. Die Gemeinde Eimke gehört zur Samtgemeinde Suderburg.

## Geografie

### Lage
Eimke liegt in der Lüneburger Heide. Der Kernort Eimke wird vom Ilmenau-Zufluss Gerdau durchflossen, deren Zufluss Häsebach im Ortsteil Dreilingen entspringt.

### Gemeindegliederung
Die Gemeinde Eimke besteht aus den Ortschaften Dreilingen (inkl. Ortsteil Niebeck), Ellerndorf, Eimke und Wichtenbeck. 

## Geschichte
Die erste urkundliche Nennung des Hauptortes Eimke stammt aus dem Jahre 1148. Es liegen aber Zeugnisse aus der Stein- und Bronzezeit vor wie z. B. Funde von Feuersteingeräten, Äxte aus Felsgestein und etwa zwei Dutzend Hügelgräber.
Die Kirche wurde wahrscheinlich zu Anfang des 14. Jahrhunderts gebaut. Es geht die Sage um, dass sie früher eine zur Ebstorfer Klosterkirche gehörige Kapelle gewesen sei. Auch über ihre Entstehung gibt es eine sagenhafte Geschichte. Danach wurde beim Zusammenschluss der Dörfer Eimke, Ellerndorf, Brambostel, Dreilingen und Wichtenbeck zu einer Kirchengemeinde der Ort Wichtenbeck zum Kirchenort bestimmt, lag er doch im Mittelpunkt der Pfarrei. Dort war schon alles zum Kirchbau vorbereitet, als die Eimker in einer Nacht in großem Zuge dorthin eilten und alles Baumaterial nach Eimke schafften, wo dann schließlich die Kirche erbaut wurde.

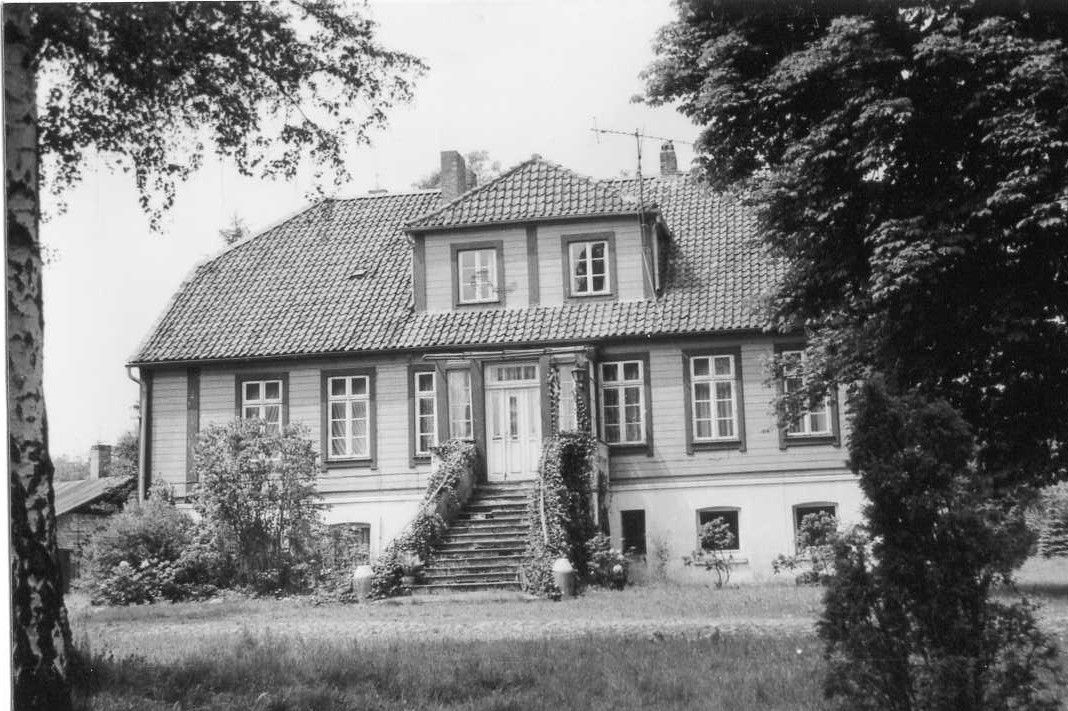
Das Gutshaus (von 1800) des ehemaligen Ritterguts Eimke

Zwischen 1568 und 1594 erwarb Friedrich von Weyhe (seit 1573 Kanzler des Fürstentums Lüneburg, † 1603) u. a. eine Mühle und mehrere Höfe in Eimke und wurde mit dem so entstandenen Rittergut Eimke belehnt. Seine Nachkommen üben seither das Patronatsrecht über die Kirche aus.

### Eingemeindungen
Am 1. Juli 1972 wurden die Gemeinden Dreilingen, Ellerndorf und Wichtenbeck eingegliedert.

### Name
Eine alte Bezeichnung des Ortes ist um 1148 Embike. Das Grundwort des Ortsnamens „-beke“ ist niederdeutsch und steht für Bach, so dass beim Eimke von einem Flussnamen auszugehen ist. Das Bestimmungswort ist als „En-“ überliefert. Für einen Flussnamen spricht die Wurzel „ei-“, „oi-“, „i-“ für „gehen“ und ihre Erweiterungen.

## Politik

### Gemeinderat
Der Rat der Gemeinde Eimke setzt sich aus acht Ratsfrauen und Ratsherren zusammen.
| Wahljahr | WfE                                                                          | Einzel | CDU        | SPD        | FDP        | WSL       | Gesamt   |
| 2021     | 5                                                                            | 1*     | 1          | 1          | -          | -         | 8 Sitze* |
| 2016     | 8 (93,72 %)                                                                  | -      | -          | -          | 1 (6,28 %) | -         | 9 Sitze  |
| 2011     | -                                                                            | -      | 6 (63,8 %) | 2 (26,6 %) | -          | 1 (9,5 %) | 9 Sítze  |
| 2006     | -                                                                            | -      | 6          | 3          | -          | -         | 9 Sitze  |
|          | (*Dem Einzelbewerber stünden zwei Sitze zu, er kann aber nur einen besetzen) |        |            |            |            |           |          |

Letzte Kommunalwahl am 12. September 2021

### Bürgermeister
Eimkes Bürgermeister seit 1925:
- August Kuhlmann (1925–1934)
- Richard Kuhlmann (1934–1944)
- Robert Löhr (1946–1964)
- Klaus Ostermann (1964–1989)
- Dirk-Walter Amtsfeld (1989–2021)
- Thomas Johannes (seit 2021)[7]

### Wappen
Die Wappenbeschreibung lautet: Das Wappen zeigt in Silber ein aus dem linken Schildrand wachsendes rote "E" neben einem goldbewehrten schwarzen Heidschnucken-Widderkopf.

## Kultur und Sehenswürdigkeiten

### Dorfkirche

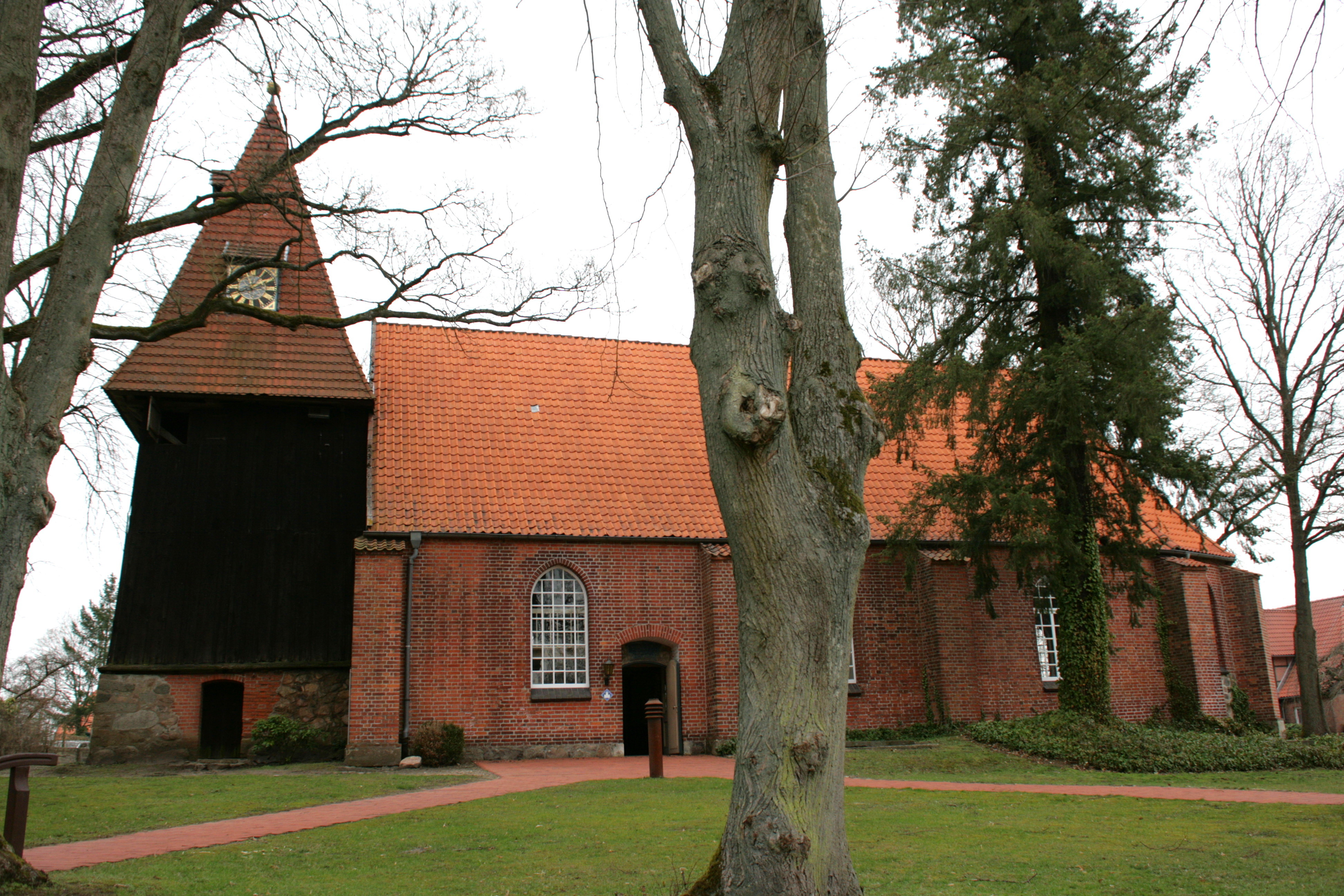
St.-Marien-Kirche

Die St.-Marien-Kirche wurde aus Feldsteinen errichtet. Im Dreißigjährigen Krieg wurde der Kirchturm aus Holz angebaut. Zur Ausstattung gehört eine Pietà, eine Prieche von 1677 mit Schnitzereien und eine Orgel von 1870 mit elf Registern aus der Werkstatt Folkert Beckers aus Hannover.
Zur Kirchengemeinde Eimke gehört auch der Ort Brambostel.

### Naturdenkmäler
- Eiche neben der Kirche mit einem Brusthöhenumfang von 7,67 m (2016).[9]

## Söhne und Töchter der Gemeinde
- Siegfried Dehning (* 1930 in Dreilingen), Reitsportler
- Hermann Gottschalk (1855–1930, * in Dreylingen), Lehrer, Komponist, Mittelschulreformer